# Juventino Sánchez de la Vega
Juventino Sánchez de la Vega (Tepeyahualco de Nuestra Señora de Dolores, Tlaxco, junio de 1911)-junio de 2002) fue un poeta mexicano. Sus padres fueron Antonio Sánchez de la Vega y doña María Loreto Hernández Palafox.

## Biografía
El poeta de Tlaxco ha cantado muy especialmente a Tlaxcala, inspirándose en su historia, sus tradiciones, sus gentes y sus paisajes, siempre elevando y alabando a la montaña más grande de Tlaxcala: La Malitzi.
Por su trabajo de poeta, la Universidad de Puebla le dio la Violeta de Oro, por haber escrito sobre la vida de Cuauhtémoc. Después le dieron como Premio La Flor Natural en Tecamachalco, Puebla, así como la Flor Natural, en los juegos Florales de Oriente. Con motivo del homenaje a la Batalla de Puebla del 5 de mayo de 1862 contra la invasión francesa a nuestro país, el ayuntamiento de la ciudad de puebla le concedió medalla de plata y diploma de honor por haber obtenido el segundo lugar en dicho concurso, con la poesía “El águila de México frente a las águilas de solferino”.
En Tlaxcala obtuvo el primer lugar recibiendo la Flor Natural y diploma de honor por su canto lírico a Tlaxcala.